# 阿武火山群

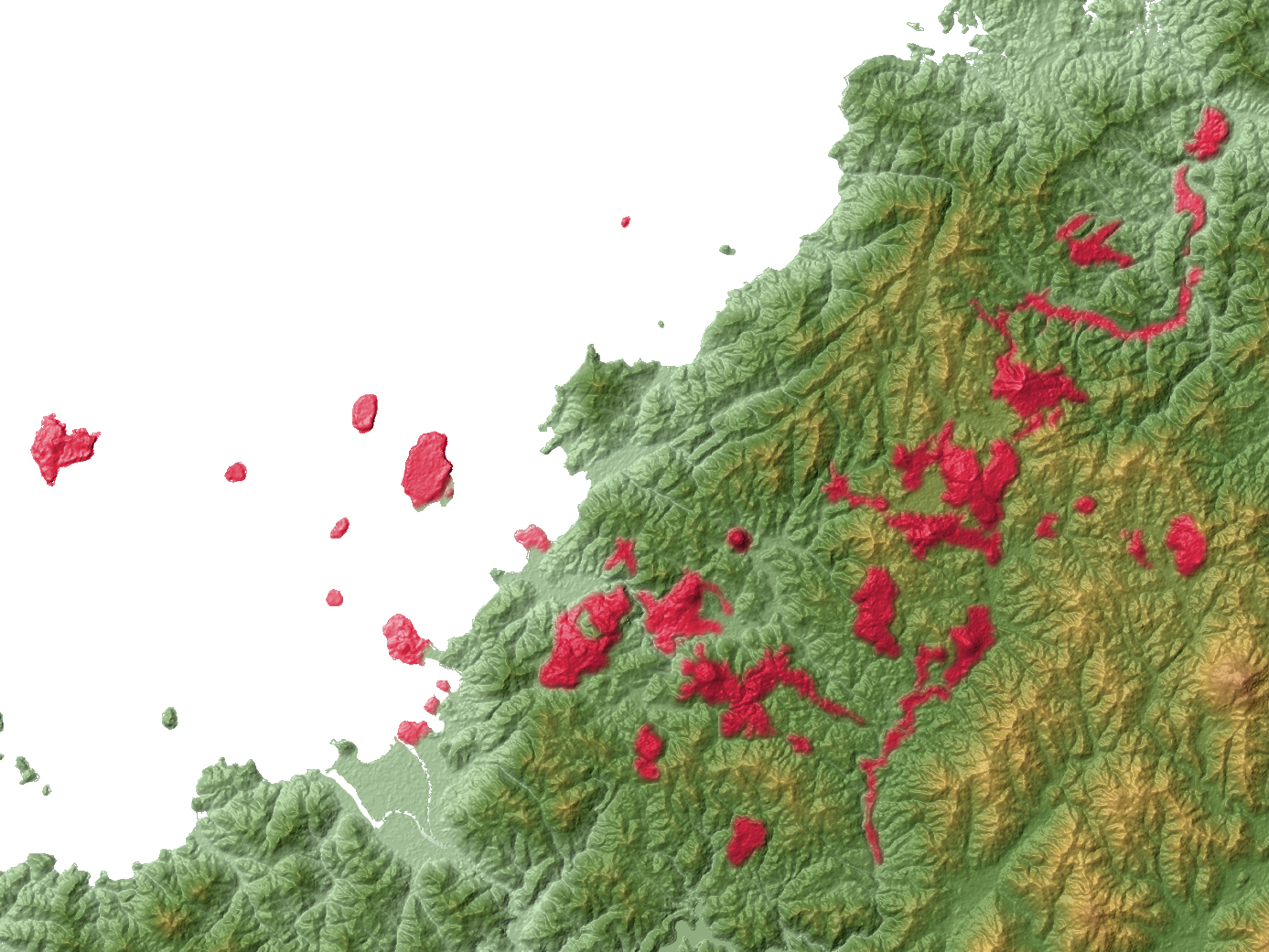
阿武火山群

34°26′58″N 131°24′07″E / 34.44944°N 131.40194°E
阿武火山群（英語：Abu Volcanoes）是位在日本山口縣的火山群。活火山。

## 外部連結
- https://www.data.jma.go.jp/svd/vois/data/fukuoka/512_Abu/512_index.html （页面存档备份，存于） - 気象庁（日語）